# 比尔帕哈里
比尔帕哈里（Bilpahari），是印度西孟加拉邦Barddhaman县的一个城镇。总人口7786（2001年）。

## 人口
该地2001年总人口7786人，其中男性4281人，女性3505人；0—6岁人口1198人，其中男619人，女579人；识字率52.80%，其中男性为61.55%，女性为42.11%。